# Специализированная детско-юношеская спортивная школа олимпийского резерва по волейболу Александра Савина
Муниципальное бюджетное образовательное учреждение дополнительного образования детей «Специализированная детско-юношеская спортивная школа олимпийского резерва по волейболу Александра Савина» (МБОУ ДОД «СДЮСШОР по волейболу Александра Савина») — одна из старейших и ведущих волейбольных школ России, формально созданная в 1982 году. Базой для создания школы послужило отделение волейбола Обнинской детско-юношеской спортивной школы, в свою очередь, созданное в 1965 году. Основатель школы и её первый директор — Владимир Питанов, самоустранившийся от руководства без публичного объяснения причин в мае 2009 года. Имя самого известного воспитанника обнинской волейбольный школы олимпийского чемпиона Александра Савина присвоено ДЮСШ в 2004 году по предложению Владимира Питанова и с согласия Александра Савина.

## История
Как самостоятельно учебное заведение школа была организована в 1982 году на базе существовавшего с 1965 года отделения волейбола Обнинской детско-юношеской спортивной школы. Первоначальное название — Специализированная детско-юношеская спортивная школа № 1 (СДЮСШ № 1).

## Директора
- 1982—2009 — Владимир Викторович Питанов (р. 1946)
- 2009—2012 — Василий Георгиевич Фесиков (р. 1965)
- 2012 — по настоящее время — Игорь Александрович Костин

## Известные выпускники
См. Категория:Выпускники СДЮСШОР по волейболу Александра Савина